# Arçon (selle)
Pour les articles homonymes, voir Arçon.

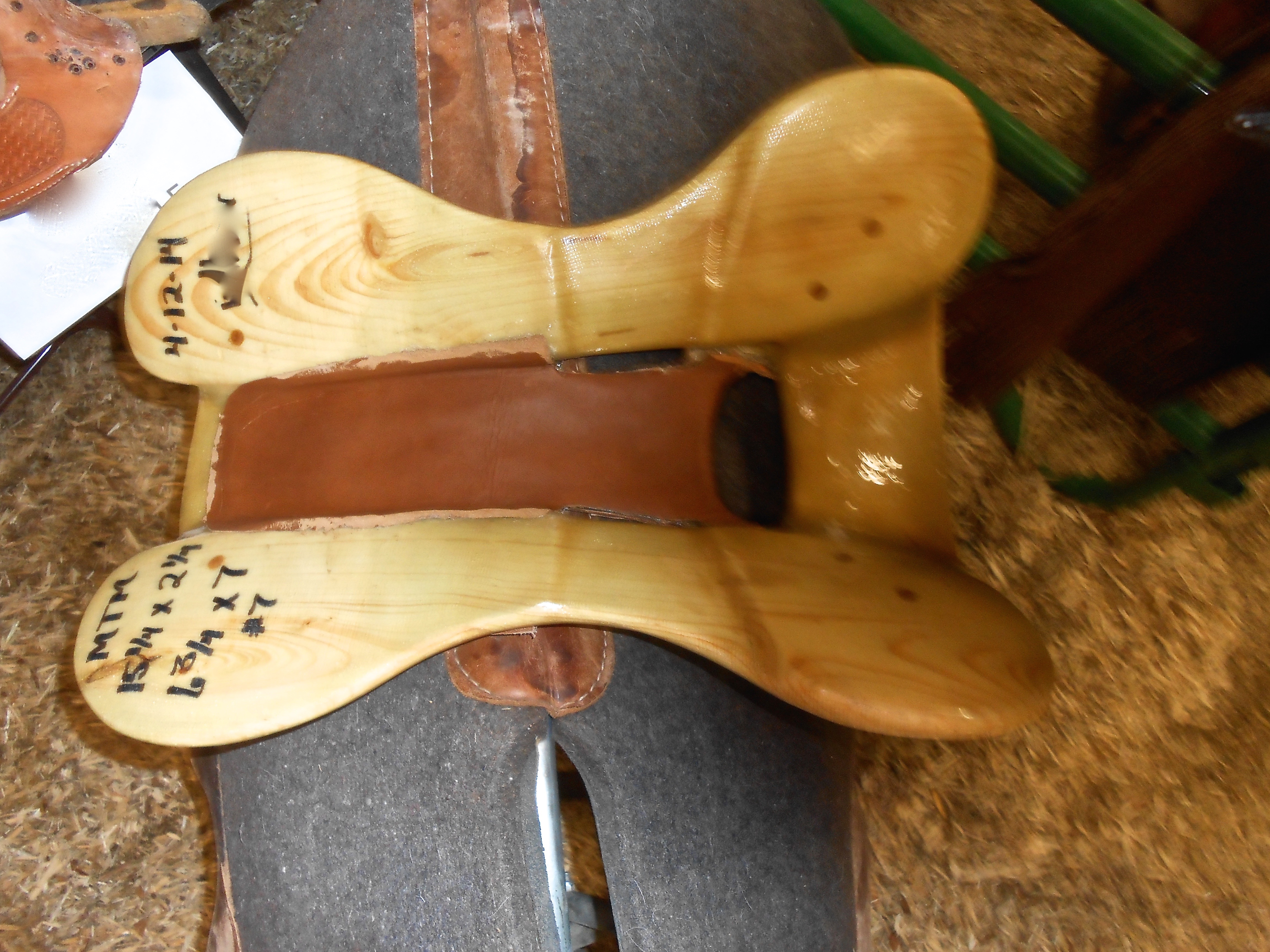
Arçon en bois d'une selle western, vu de dessous.

L’arçon de selle est une pièce plus ou moins rigide, sur lequel le sellier va monter une selle d'équitation, en procédant au garnissage de mousses, et à la pose du cuir à siège, il va ensuite y lacer les matelassures ou panneaux qui constituent l'interface avec le dos du cheval, les quartiers de la selle y seront ensuite fixés.
L'arçon constitue le squelette de la selle, il peut être fabriqué en bois, ou en matériaux composites.
Il existe, différentes formes d'arçons, en fonction des différents types de selles.